# Karl Kißkalt
Karl Kißkalt (* 30. Dezember 1875 in Würzburg; † 2. März 1962 in München) war ein deutscher Mediziner, Hygieniker und Hochschullehrer.

## Leben
Karl Kißkalt studierte an der Ludwig-Maximilians-Universität München, der Friedrich-Wilhelms-Universität zu Berlin und der Julius-Maximilians-Universität Würzburg Medizin. 1895 wurde er Mitglied des Corps Bavaria Würzburg. Nach Abschluss des Studiums war er von 1899 bis 1901 Assistent am Hygiene-Institut in Würzburg bei Karl Bernhard Lehmann. Anschließend ging er an die Hessische Ludwigs-Universität zu Georg Gaffky, bei dem er sich 1903 habilitierte. Nach Berufung von Gaffky an das Robert Koch-Institut im Jahre 1904 war er bis 1906 Mitarbeiter von Hermann Kossel. Er wechselte zu Max Rubner an die Charité und blieb dort bei dessen Nachfolger Carl Flügge, bis er 1912 einen Ruf an die Albertus-Universität Königsberg als Ordinarius für Hygiene erhielt. 1917 nahm er einen Ruf an die Christian-Albrechts-Universität zu Kiel an. Im akademischen Jahr 1921/22 war er Rektor der Universität Kiel.
1924 erhielt er einen Ruf an die Rheinische Friedrich-Wilhelms-Universität Bonn und 1925 an die Universität München, die er beide annahm. In Königsberg, Kiel und München war er Dekan der medizinischen Fakultät. In München war er Direktor des Institut für Hygiene.
1950 wurde er emeritiert.
Er gehörte der Gesellschaft für Rassenhygiene an und war u. a. Mitherausgeber der Münchner Medizinischen Wochenschrift. Der NSDAP trat er zum 1. Mai 1937 bei (Mitgliedsnummer 3.995.261). Beim Bevollmächtigten für das Gesundheitswesen Karl Brandt war er 1944 Angehöriger des wissenschaftlichen Beirates.
Kißkalt befasste sich in seinen Arbeiten mit Bakteriologie sowie Umwelt- und Sozialhygiene. Ab 1929 war er Herausgeber des von Max von Pettenkofer gegründeten Archivs für Hygiene und Bakteriologie.
Sein Bruder war Wilhelm Kißkalt, Generaldirektor der Münchener Rück, nach dem in München ein Platz benannt ist. Die Schwester war Malerin in Würzburg.

## Auszeichnungen
- Ernennung zum Geheimen Medizinalrat[1]
- Mitglied der Deutschen Akademie der Naturforscher Leopoldina
- Mitglied der Bayerischen Akademie der Wissenschaften
- Ehrenmitglied des Robert Koch-Instituts in Berlin
- Ehrenmitglied der Deutschen Gesellschaft für Hygiene und Mikrobiologie
- Ehrenmitglied der Österreichischen Gesellschaft für Hygiene und Mikrobiologie
- Ehrenmitglied der des Ärztlichen Vereins München
- 1955: Großes Verdienstkreuz des Verdienstordens der Bundesrepublik Deutschland
- 1959: Bayerischer Verdienstorden
- Ehrensenator der Universität Kiel

## Schriften
- Praktikum der Bakteriologie und Protozoologie, 1907
- Brunnenhygiene, 1916
- Einführung in die Medizinalstatistik, 1919
- Der Nährwert der wichtigsten menschlichen Nahrungsmittel, 1939
- Theorie und Praxis der medizinischen Forschung, 1942
- Max von Pettenkofer. Wissenschaftliche Verlagsgesellschaft, Stuttgart 1948.